# Headlines (chanson)
Pour les articles homonymes, voir Headlines.
Singles de Drake
I'm On One
(2011) She Will
(2011)

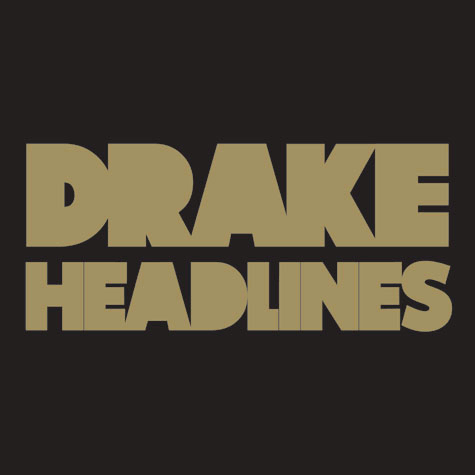
Headlines

Headlines est une chanson par le rappeur canadien Drake. C'est le premier single issue de son deuxième album Take Care. La chanson est produite par Matthew "Boi-1da" Samuels et Noah "40" Shebib, d'abord sorti sur Drake's blog October's Very Own le 31 2011, elle a été diffusée sur les stations de radio américaine urbaines le 9 août 2011. Le même jour, le single sort sur iTunes et Amazon aux États-Unis. La chanson a culminé sur le classement du Billboard à la 13e place. Le 28 octobre 2011, le single a été certifié Disque d'or par la RIAA pour les ventes de 500 000 exemplaires aux États-Unis. De même, le 17 novembre 2011, le single a été certifié disque d'or par la CRIA pour les ventes de 40 000 exemplaires au Canada.

## Classements
| Classement (2011)              | Meilleure position |
| ------------------------------ | ------------------ |
| Canada (Hot 100)               | 18                 |
| États-Unis (Hot 100)           | 13                 |
| États-Unis (R&B/Hip-Hop Songs) | 2                  |
| États-Unis (Pop Airplay)       | 17                 |
| États-Unis (Rap Songs)         | 1                  |
| France (SNEP)                  | 75                 |
| Royaume-Uni (UK R&B Chart)     | 18                 |
| Royaume-Uni (UK Singles Chart) | 57                 |

| Chart (2011)           | Position |
| ---------------------- | -------- |
| U.S. Billboard Hot 100 | 85       |